# Ludmyła Komlewa
Ludmyła Sydoriwna Komlewa po mężu Horbacz (ukr. Людмила Сидорівна Комлева (Горбач), ros. Людмила Сидоровна Комлева, ur. 28 kwietnia 1943 w Tatarsku) – ukraińska lekkoatletka reprezentująca ZSRR, specjalistka skoku wzwyż, wicemistrzyni Europy z 1966.
Zdobyła srebrny medal w skoku wzwyż na mistrzostwach Europy w 1966 w Budapeszcie za swą koleżanką z reprezentacji ZSRR Taisiją Czenczik, a przez Jarosławą Biedą.
Była mistrzynią ZSRR w skoku wzwyż w 1966 oraz mistrzynią Ukrainy w latach 1962, 1964, 1965 i 1968.
Jej rekord życiowy wynosił 1,75 m (28 maja 1967 w Charkowie).
Później pracowała jako trenerka lekkoatletyczna.